# تیواستیک اسید
تیواستیک اسید (به انگلیسی: Thioacetic acid) با فرمول شیمیایی C2H4OS یک ترکیب شیمیایی با شناسه پاب‌کم 10484 است. که جرم مولی آن 76.11756 می‌باشد. 